# Crotalaria hirta
Crotalaria hirta är en ärtväxtart som beskrevs av Carl Ludwig von Willdenow. Crotalaria hirta ingår i släktet sunnhampor, och familjen ärtväxter. Inga underarter finns listade i Catalogue of Life.